# Джеффрі Чосер
Джеффрі Чосер (англ. Geoffrey Chaucer; біля 1344, Лондон — 25 жовтня 1400, Лондон) — англійський поет Середньовіччя, визначна постать у англійській літературі. Автор «Кентерберійських оповідань». Чосер відіграв значну роль у становленні розмовної англійської мови в літературі в часи домінування латини та французької. Окрім свого поетичного доробку Чосер відомий також як філософ, алхімік, астроном, урядовець, придворний та дипломат.

## Біографія
Вважається, що він народився між 1340 і 1344 і що місцем народження був Лондон. Джон Чосер, батько Джеффрі, процвітаючий виноторговець, обіймав посаду помічника королівського кравця в Саутгемптоні. Перший запис, що стосується Джеффрі (1357), знайдений у витратній книзі Елізабет, графині Ольстерської, дружини принца Лайонела (одного з синів Едуарда III). Про Джеффрі згадується як про пажа, якому було куплено нове вбрання. Ймовірно, до призначення в пажі хлопчик вчився в лондонській школі: йому належало вміти читати й здійснювати прості обчислення, так само як і мати певні пізнання з латини і навіть, можливо, з французької мови. На службі у принца Лайонела систематична освіта хлопчика мала продовжитися на аристократичніший кшталт: тепер йому належало приділяти особливу увагу мистецтвам, ґрунтовніше вивчати французьку і латину, а також удосконалюватися в благородних заняттях.
У 1359–1360 Чосер служив в англійських військах у Франції (Столітня війна з перервами продовжувалася протягом всього його життя). Він потрапив у полон недалеко від сучасного Реймса; на початку 1360 року за нього було сплачено значний викуп (16 фунтів стерлінгів), і він зміг повернутися до Англії. У тому ж році Чосер знову поїхав до Франції, перебуваючи як і раніше на службі у принца Лайонела, але тепер уже як кур'єр; це була перша з його багатьох дипломатичних місій. Потім його ім'я приблизно на сім років зникло з хронік. Мабуть, за цей час Чосер одружився з Філіппою Роут, яка входила до почту графині Ольстерської, а на момент весілля — до почту королеви; її сестра Кетрін Свінфорд була найвідомішою коханкою, а потім третьою дружиною Джона Гентського, четвертого сина Едуарда III.
Чосер, напевно, відвідував лондонську вищу юридичну школу, яка давала й добру загальну освіту. Там він навчився працювати над тим, що незабаром стало головною справою його життя, — над питаннями літератури. Хоча це неможливо перевірити, сучасні біографи пишуть, що він вивчав класиків: то були Вергілій, Стацій, Лукіан, оспівані Данте, Клавдіан («Викрадення Прозерпіни»), Горацій і Ювенал, але особливо Овідій, «Метаморфози» і «Героїди» якого стали його улюбленими книгами. Вивчав він, звичайно, також патристичну і середньовічну латинську літературу, і твори корифеїв схоластичної науки, що стали в пригоді, коли йому знадобилося забезпечувати своїх героїв вченими відомостями. Переклад Боеція, популярного у схоластів, як і пізніший трактат про астролябію відображав ці інтереси. Але більше, ніж класиками, Отцями Церкви і схоластами, Чосер захоплювався сучасними французькими поетами. Тут було всього помалу: епос, лірика, бачення, алегорія всіх видів. Він віддав вагому данину впливу цієї літератури в той ранній період своєї діяльності, коли перекладав «Роман про троянду», писав невеликі поеми і ліричні вірші.
У 1367 році ім'я Чосера знову з'являється в документах; цього разу він згадується як королівський камердинер; згадується також, що він отримував від корони пенсію. Після цього ім'я Чосера починає зустрічатися часто: королівські подарунки йому і його дружині, чергова допомога, нові призначення, дипломатичні поїздки. Зафіксовано і надзвичайно важливе для історії літератури доручення Чосеру в 1372 році вести переговори з герцогом Генуї. Цим призначенням датується перша поїздка поета до Італії (точніше, перша, в якій ми можемо бути впевнені), що мала, разом з другою, в 1378 році, величезний вплив на творчість Чосера.
У 1374 році Чосер отримав у безкоштовне користування будинок в Олдгейті і був призначений інспектором митниці Лондонського порту (пізніше, в 1382 році, Чосер був призначений також інспектором Малої митниці.) В 1375 році йому був подарований нагляд над графством Кент з перерахуванням на його користь різних штрафів, що накладалися митницею. З 1376 по 1381 рік Чосеру дозволялося залишати заступника на час відсутності в Лондоні, що вказує на важливість його службового положення. Філіппа як і раніше користувалася королівським благоволінням, і, мабуть, Джеффрі ділив з нею успіх аж до її смерті близько 1387 року.
Проте існують очевидні свідчення того, що ще до смерті Філіппи Чосер несподівано опинився в скруті. 1386 року він залишився без будинку в Олдгейті і обох інспекторських посад; крім того, в 1387–1389 роках відсутні записи про субсидії, виплачені поетові, зате неодноразово зафіксовані судові накази про виплату ним боргів.
У 1389 році Чосер був призначений наглядачем королівських робіт і залишався на цій посаді протягом двох років. Найімовірніше, Чосер сам попросив відставки, оскільки служба вимагала постійних роз'їздів, а поет був уже немолодий. Немає причин припускати, що він був звільнений, не впоравшись з роботою: поет одразу ж отримав своє останнє призначення — помічника лісничого Королівського лісу в Норт-Пітертоні (в епоху середньовіччя лісничим називалася людина, що наглядала за мисливськими заповідниками). Про подальші роки життя Чосера ми знаємо дещо менше. Записи про виплату платні нерегулярні, тож, ймовірно, поетові необхідно було брати позики в державній скарбниці. Проте в 1399 році він зумів орендувати на 53 роки будинок поблизу Вестмінстерського абатства. У цьому будинку Джеффрі Чосер і помер 25 жовтня 1400 року.

## Творчість

### «Французький період»
Юнацький період творчості (приблизно до 1379 р.) зазвичай називають «французьким» через сильний вплив французької куртуазної літератури. До цього періоду належить також переклад одного з найпопулярніших творів середньовіччя — «Роману про Троянду» (Roman de la Rose), що приніс йому певну популярність. Переклад втрачено; інший переклад цього роману англійською мовою, що раніше приписувався Чосеру, належить не йому. Перший твір Чосера, час написання якого можна встановити з точністю — поема «Книга герцогині» (Book of the Duchess) — написаний в 1369 році з нагоди смерті герцогині Бланки Ланкастерскої, першої дружини Джона Гонта, засновника Ланкастерской династії. Чосер втішає герцога, її чоловіка, в його втраті. Зразками йому служили при цьому елегія Машо і Tristia Овідія, в деяких же частинах — згаданий «Роман про Троянду». Вже тут Чосер проявив свою незвичайну здатність до яскравих і колоритних описів.
Згодом герцог Ланкастерский став постійним покровителем Чосера і навіть з ним поріднився; третя дружина Джона Гонта (а до цього — багаторічна коханка) Кетрін Свінфорд була рідною сестрою дружини Чосера.

### Поїздки до Італії
Влітку 1370 року Чосер вирушив на континент із дипломатичним дорученням від короля. Він відвідав Фландрію і Францію і в 1372 р. поїхав в Геную, де залагодив деякі справи з дожем, а звідти до Флоренції, де провів зиму. У 1376, 1377 і 1378 роках він здійснив ще ряд подорожей на континент за більш-менш важливими дорученнями уряду, іноді секретними. Під час перебування в Італії Чосер вивчив італійську мову і ґрунтовно ознайомився з італійськими поетами; це знайомство відбилося у творах, написаних ним після поїздки до Італії, в яких досить часто зустрічаються запозичення з Данте, Петрарки і Боккаччо, нерідко цитуються їхні думки, запозичуються поетичні звороти, місцями довгі тиради, а іноді навіть і самі сюжети поетичних творів. В Італії, за переказами, Чосер познайомився з Петраркою, який читав йому нібито свій латинський переклад новели Боккаччо про Грізельду. Згодом Чосер включив цю новелу до складу своїх «Кентерберійських оповідей». Подорож до Італії сприяла також ближчому знайомству Чосера з латинськими поетами, яких, втім, він знав трохи й до подорожі і яких тепер він став майже обожнювати.
Вивчення італійських і латинських класиків вплинуло на формальну сторону поезії Чосера, тільки завдяки йому вона набула витонченості і закінченості, небувалих до того часу в англійській літературі. У проміжках між поїздками на континент Чосер повертався до Лондона, де займав різні адміністративні посади. З 1374 р. протягом 12 років він виконував обов'язки митного наглядача і контролера, причому жив у Альдчетскій вежі порівняно усамітнено. Сумлінно виконуючи службові обов'язки, він присвячував усе своє дозвілля поезії.

### «Італійський період»
В «італійський період» (приблизно між 1380 і 1386 роками) написані основні твори до «Кентерберійських оповідей»: переклад (з Legenda aurea) життя св. Цецилії, який увійшов згодом до складу Canterbury Tales (1378), Complainte of Mars (1378), поеми «Пташиний парламент» (Parlement of Foules), «Троїл і Хрізеїда» (Troylus and Chryseide, 1382), «Будинок слави» (The House of Fame, 1383–1384), «Легенда про славних жінок» (Legend of Good Women, 1388).
У цих поемах особливо відчувається вплив італійських поетів. У «Житті св. Цецилії» є місця, безпосередньо взяті з Дантового «Раю»; у «Пташиному парламенті» — поемі, написаній з нагоди одруження юного короля Річарда II, — вставлена переробка знаменитого вступу до III пісні Inferno: «Per me si va nella città dolente»; сюжет «Троїла і Хрізеїди» цілком запозичений з «Філострато» (Filostrato) Боккаччо; легенда про зразкових жінок навіяна твором Боккаччо De Claris mulieribus. Нарешті, подорож Данте по трьох царствах послужила зразком для поеми «Будинок слави» (у якій Данте згадується разом з Вергілієм і Клодіоном).
Попри ці впливи, Чосер проявляє в цій останній поемі значну самостійність, що виражається головним чином в картинних описах і в живому, природному діалозі. Він приділяє також чимало місця своїй особистості, що надає його поемі близький нам характер. Чосер описує, як орел відносить його на золотих крилах до храму слави, побудований на крижаній скелі, на якій написані імена великих людей. Під впливом сонячних променів скеля тане, зникають і букви імен, стаючи дедалі менш розбірливими. У храмі перебувають галасливі юрби музикантів, жонглерів, пророків, людей, які прославляють різними способами героїв; лунає весела музика, красуються статуї великих поетів. Сатиричний елемент позначається в описі групи розбещених хвальків, задоволених своєю ганебною славою. Потім поет переносить читача в будинок новин, де товпляться пусті роззяви, жадібні до новин і не звертають уваги на достовірність звісток.

### Основні твори

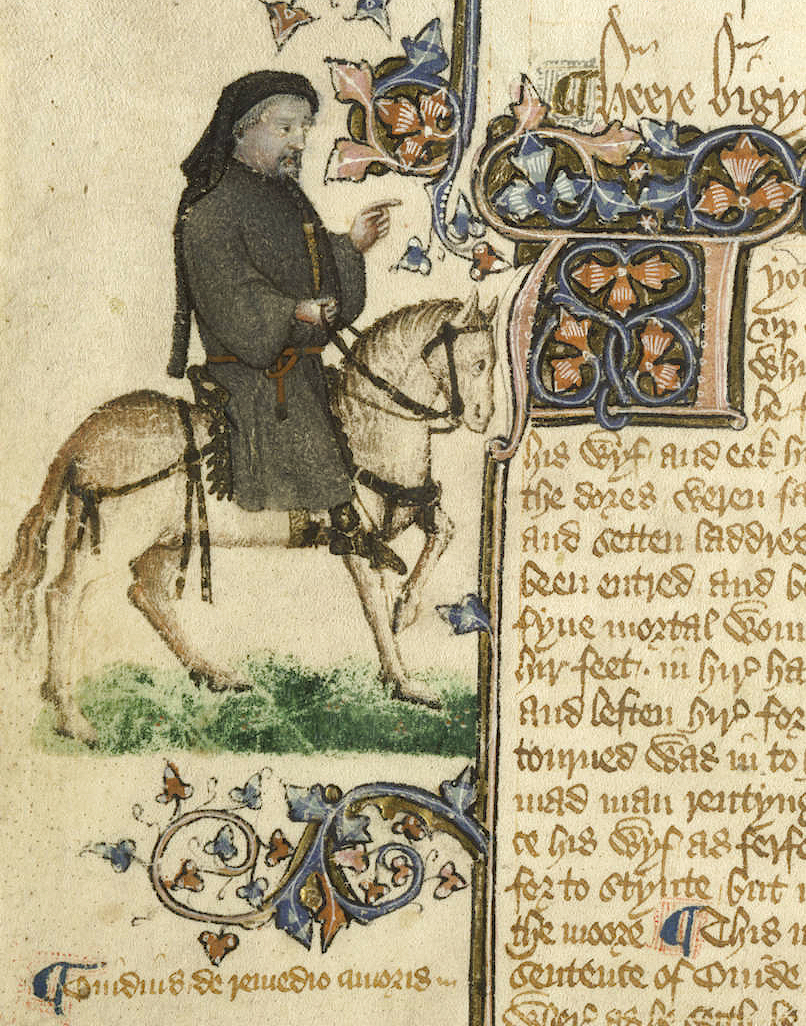
Чосер зображений у вигляді паломника на сторінці одного з Рукописів Елсміра

Твори Чосера важко датувати точно. Ранні роботи вже провіщають майбутню майстерність, але вони також і традиційні, і великою мірою експериментальні; стиль і зміст запозичені у вишуканих французьких письменників, що були тоді в моді при англійському дворі. Поеми любовних марень, алегоричних картин-сновидінь (бачень) в XIV ст. були улюбленим французьким жанром. Звичайний сюжет: весна, поет скаржиться на безсоння, потім засинає з книгою, уві сні складає власну повість про любов з алегоричними картинами — і прокидається.
Поема «Книга герцогині» (англ. The Book of the Duchess, 1369) написана в пам'ять герцогині Бланш Ланкастерської, першої дружини Джона Гонта; цей твір вважають першою великою поемою Чосера. Автор ретельно наслідує французькі зразки, але його особливий дар вже проявляє себе, попри додержання традиційної манери: чіткість і свіжість декоративного фону, реалізм мисливської сцени вкупі з абстрагованістю картини-сну, перехід від стилізованих любовних марень до відчутої елегії.
Написана через приблизно 10 років поема «Будинок слави» (англ. House of Fame) — твір перехідний. У загальному плані це французькі любовні «бачення», оскільки в поемі описаний сон і оголошений намір дізнатися «любовні вісті» з будинків Слави і Поголосу. Проте за своїм стилем «Будинок слави» — особливо 2-а книга — реалістичний, в поемі помітні голоси Данте, середньовічних латинських поетів і прозаїків, нарешті — соковитий стиль самого Чосера.
«Пташиний парламент» (англ. Parliament of Foules), написаний, мабуть, на початку 1380-х років, додержує традиційну французьку манеру більшою мірою, ніж «Будинок слави». Проте опис сну (де птахи, зібравшись у Валентинів день, шукають собі пару) послідовно реалістичний, присутня навіть політична сатира, коли «благородні» птахи обговорюють своїх обраниць, у згоді з правилами куртуазності, а птахи-«мужлани» відверто і грубо глузують з панів.
Незавершена «Легенда про славних жінок» (англ. Legend of Good Women) — остання з поем «любовних бачень»; певною мірою вона провіщає «Кентерберійські оповіді». Бачення вміщено в «Пролог» — в усіх відношеннях найкращу частину поеми. Травневий день, сад, поет підніс чарівну весняну молитву маргаритці. Він засинає; йому ввижається, що з'явилися бог і богиня любові і накладають на нього єпітимію за те, що він писав про невірних у любові жінок. У спокутування поетові велять писати про вірних («славних») дружин, він погоджується, і на цьому закінчується пролог. Основні дев'ять розповідей «Легенди…» занадто одноманітні за темою й нині цікаві головним чином тим, що передують структурі «Кентерберійських оповідей».
Поема «Троїл і Хризеїда» (англ. Troylus and Chryseide) написана раніше за «Легенду про славних жінок», проте ця поема цілком самостійна і рішуче виходить за рамки жанру любовних бачень. Сюжет твору значною мірою запозичено з «Філострато» Боккаччо (або, можливо, зі схожого французького тексту «Роман про Троїла і Хризеїду»).
Невідомо, коли Чосер задумав композицію «Кентерберійських оповідей» (англ. Canterbury Tales). Чосер, з його самобутнім талантом, знайшов єдиний сюжет — паломництво до гробниці св. Томаса Бекета в Кентербері. Тут представлені всі характери пізнього Середньовіччя (окрім короля і знаті — вони були б недоречні в подібних мандрах). У цьому творі Чосера представлені всі різновиди літератури XIV ст.: лицарські і куртуазні романи, народні казки, фабліо (історії з грубим гумором), бретонські ле, байки з персонажами-тваринами, житія святих, алегорії, проповіді. Іноді поет включав раніше написані розповіді, іноді — додавав нові.
У перелік віршованих творів Чосера нині включено 21 вірш, але 5 із них зазвичай мають примітку «авторство сумнівне». Деякі піддаються датуванню. Абетку (ABC), релігійні вірші, що славлять Святу Діву, слід віднести до раннього періоду життя письменника, оскільки вони були написані «на прохання Бланш, герцогині Ланкастерської». Гумористичні і злободенні вірші можна датувати за змістом — наприклад «Нарікання Чосера на свій гаманець» (англ. The Complaint of Chaucer to his Purse) було адресовано Генріху VI, що вступив на престол, і тому датується 1399 роком. Любовні вірші (їх близько 10) не вдається датувати з упевненістю, хоча за традиційністю стилю їх можна віднести до раннього періоду. Філософські вірші здебільшого тяжіють до Боеція; можливо, вони були написані, коли Чосер жив в Олдгейті.
Чосер сам повідомляє, що переклав «Роман про Троянду» (англ. Romaunt of the Rose). Однак цей переклад не зберігся, а інший, що дійшов до нас, судячи за мовою та стилем, Чосеру не належить.
«Боецій» (Boece) — переклад з латини трактату римського філософа VI ст. Боеція «Розрада від філософії» (De consolatione philosophiae). Переклад Чосера сухий і педантичний; на думку більшості критиків, проза Чосера зовсім не така блискуча, як його поезія. Понад те відомо, що окрім латинського оригіналу він використовував французький текст, тому сенс місцями втрачається. Інша прозаїчна робота, «Трактат про астролябію» (англ. Treatise on the Astrolabe), — праця наукова, не філософська. Це адаптована для дітей латинська версія книги арабського астронома VIII ст. Поет, що став тут прозаїком і вчителем, простими і доступними словами роз'яснює початкові поняття середньовічної астрономії.
Мовою Чосера був лондонський діалект його часу. Чосерівські рядки течуть невимушено, вони різноманітні; поет майстерно володів і ритмом, і римою. У ранніх творах він іноді застосовував восьмискладові строфи, проте пізніше використовував гнучкішу десятискладну строфу і строфічну «королівську риму».

## Значення
Слава, якої Чосер набув ще за життя, не тільки не потьмарилася з часом, але навіть зросла. В епоху Відродження Кекстон надрукував тексти його творів в 1478 і в 1484 роках; Спенсер бачив у творах Чосера чистісіньке джерело англійської мови; Сідней звеличив його до небес. У XVII столітті Джон Драйден освіжає і відновлює його казки; у XVIII столітті на його твори звертає увагу Поуп. Нарешті, в XIX столітті виникає так зване Чосерівське товариство (Chaucer Society), за ініціативою Фурніваля (засновано в 1867 р.). Мета його — видання критично перевірених текстів творів Чосера і вивчення біографії поета.
Заслуги Чосера в історії англійської літератури і мови вельми великі. Він перший серед англійців дав зразки істинно художньої поезії, де всюди панує смак, відчуття міри, витонченість форми і вірша, всюди видно руку художника, що керує своїми образами, а не підкоряється їм, як це часто бувало у середньовічних поетів; скрізь видно критичне ставлення до сюжетів і героїв. У творах Чосера вже є всі найголовніші риси англійської національної поезії: багатство фантазії, сполучене зі здоровим глуздом, гумор, спостережливість, здібність до яскравих характеристик, схильність до докладних описів, любов до контрастів, одним словом, все, що пізніше зустрічаємо в ще більш доконаному вигляді у Шекспіра, Філдінга, Діккенса і інших великих письменників Великої Британії. Він надав закінченість англійському віршу і довів до високого ступеня витонченості літературну мову. Щодо чистоти мови він проявляв завжди особливу дбайливість і, не довіряючи переписувачам, завжди проглядав особисто списки своїх творів. У справі створення літературної мови він проявив велику помірність і здоровий глузд, рідко вживав неологізми і, не прагнучи воскресити віджилі вирази, користувався лише тими словами, які увійшли до загального вжитку. Блиск і краса, які він надав англійській мові, принесли їй почесне місце серед інших літературних мов Європи; після Чосера наріччя вже втратили будь-яке значення в літературі. Чосер був першим, хто почав писати рідною мовою і прозою, а не латиною (наприклад, The astrolab — трактат, написаний ним в 1391 році для сина). Він вживає тут національну мову свідомо, щоб виразити краще і точніше свої думки, а також через патріотичні почуття. Світобачення Чосера пройняте язичницьким духом і життєрадісністю епохи Відродження; тільки деякі середньовічні риси і вирази типу «Св. Венери», що трапляються, втім, в раніших творах Чосера, свідчать про те, що він ще не цілком звільнився від середньовічних переконань і змішення понять. З іншого боку, деякі його думки про благородство, про виховання дітей, про війну, характер його патріотизму, чужого всякій національній винятковості, зробили б честь навіть людині XIX століття.

## Твори Джеффрі Чосера

### Основні роботи
- Translation of Roman de la Rose, possibly extant as The Romance of the Rose
- The Book of the Duchess
- The House of Fame
- Anelida and Arcite
- Parlement of Foules
- Translation of Boethius' Consolation of Philosophy as Boece
- Troilus and Criseyde
- The Legend of Good Women
- The Canterbury Tales
- Treatise on the Astrolabe

### Короткі поеми
- An ABC
- Chaucers Wordes unto Adam, His Owne Scriveyn
- The Complaint unto Pity
- The Complaint of Chaucer to his Purse
- The Complaint of Mars
- The Complaint of Venus
- A Complaint to His Lady
- The Former Age
- Fortune
- Gentilesse
- Lak of Stedfastnesse
- Lenvoy de Chaucer a Scogan
- Lenvoy de Chaucer a Bukton
- Proverbs
- To Rosemounde
- Truth
- Womanly Noblesse

## Переклад творів Джеффрі Чосера українською
- Чосер Джеффрі. Кентерберійські оповіді. Частина І / переклав Максим Стріха. Львів: Астролябія. 2019. 528 с.[6]
- Чосер Джеффрі. Кентерберійські оповіді. Частина ІІ / переклав Максим Стріха. Львів: Астролябія. 2019. 544 с.[7]

### Чосер у мережі
- Відсканований оригінал «Кентерберійських оповідей» на порталі Британської бібліотеки [Архівовано 3 липня 2009 у Portugese Web Archive]
- Кентерберійські оповіді [Архівовано 30 вересня 2007 у Wayback Machine.] в Бібліотеці проєкту «Ґутенберґ»
- Кентерберийские рассказы в "Электронной библиотеке по философии — http://filosof.historic.ru» [Архівовано 24 жовтня 2007 у Wayback Machine.]
- «Кентерберійські оповіді» (переклад сучасною англійською мовою)
- Кентерберійські оповіді (Пролог) (Canterbury Tales: General Prologue) [Архівовано 15 жовтня 2007 у Wayback Machine.] (рос.) (англ.)
- «Кентерберійські оповіді» в короткому переказі(рос.)
- «Оповідь Слуги каноніка» зі збірки «Кентерберійські оповіді» — український переклад [Архівовано 17 березня 2013 у Wayback Machine.]